# Кортне (Лоаре)
Кортне (фр. Courtenay) насеље је и општина у централној Француској у региону Центар (регион), у департману Лоаре која припада префектури Монтаржи.
По подацима из 2005. године у општини је живело 3 601 становника, а густина насељености је износила 71,8 становника/km². Општина се простире на површини од 50,13 km². Налази се на средњој надморској висини од 161 метар (максималној 186 m, а минималној 137 m).

## Демографија
| 1962. | 1968. | 1975. | 1982. | 1990. | 1999. | 2011. |
| ----- | ----- | ----- | ----- | ----- | ----- | ----- |
| 2.293 | 2.333 | 2.554 | 3.119 | 3.292 | 3.437 | 3.990 |

График промене броја становника у току последњих година